# Elezioni regionali in Sardegna del 1953
Le elezioni regionali in Sardegna del 1953 si tennero il 14 giugno.
In queste consultazioni si stabilizzò la scelta bipolarre degli elettori sardi: la DC infatti guadagnò il 7% in più rispetto alle precedenti elezioni (fallendo però l'obiettivo di avere la maggioranza assoluta dei seggi) ed anche il PCI riuscì a raggranellare praticamente un 3% in più. La destra, sia quella radicale sia quella estrema, mantenne le sue posizioni; perse molto il Partito Sardo d'Azione mentre avanzarono i socialisti.

## Risultati
| Liste                                          | Voti    | %     | Seggi |
| ---------------------------------------------- | ------- | ----- | ----- |
| Democrazia Cristiana (DC)                      | 254.614 | 41,05 | 30    |
| Partito Comunista Italiano (PCI)               | 138.134 | 22,27 | 15    |
| Partito Socialista Italiano (PSI)              | 54.565  | 8,80  | 5     |
| Partito Nazionale Monarchico (PNM)             | 53.352  | 8,60  | 5     |
| Movimento Sociale Italiano (MSI)               | 47.898  | 7,72  | 4     |
| Partito Sardo d'Azione (PSd'Az)                | 43.215  | 6,97  | 4     |
| Partito Liberale Italiano (PLI)                | 12.359  | 1,99  | 1     |
| Partito Socialista Democratico Italiano (PSDI) | 11.231  | 1,81  | 1     |
| PSDI-PLI                                       | 3.591   | 0,58  | -     |
| Alleanza Democratica Nazionale (ADN)           | 1.303   | 0,21  | -     |
| Totale                                         | 620.262 |       | 65    |

| Riepilogo dei seggi | Riepilogo dei seggi | Riepilogo dei seggi | Riepilogo dei seggi | Riepilogo dei seggi | Riepilogo dei seggi | Riepilogo dei seggi |
| ------------------- | ------------------- | ------------------- | ------------------- | ------------------- | ------------------- | ------------------- |
|                     |                     |                     |                     |                     |                     |                     |
| PCI                 | 15                  | ▲ 2                 |                     | PSI                 | 5                   | ▲ 2                 |
| PSDI                | 1                   | ━                   |                     | PSd'Az              | 4                   | ▼ 3                 |
| DC                  | 30                  | ▲ 8                 |                     | PLI                 | 1                   | ━                   |
| PNM                 | 5                   | ▼ 2                 |                     | MSI                 | 4                   | ▲ 1                 |
| PSd'AzS             | 0                   | ▼ 3                 |                     |                     |                     |                     |